# Мануил Сеферов
Мануил Сеферов (по прозвищу Дербинский, также — «Московский царевич»; род. в Астрахани, XVII в.) — самозванец армянского происхождения, выдававший себя за московского царевича. В источниках нет сведений за кого конкретно выдавал себя Сеферов. Предположительно он изображал царевича Ивана Дмитриевича — чудом спасшегося сына Лжедмитрия II и Марины Мнишек. Российское правительство отождествляло его с самозванцем, выдававшего себя за царевича Симеона Шуйского — несуществующего сына русского царя Василия IV, который бесследно исчез c Польского двора в 1640-х годах.
В Русском царстве, Мануил Сеферов открыто не предъявлял своих претензий на московский престол, а только намекал на свой «высокий статус». При этом также неизвестно, открывал ли он на территории Речи Посполитой своё «царское имя». Однако об этом могут свидетельствовать близкие отношения самозванца с польским королём и знатью, а также «знаки» на теле Мануила, которые российскими властями были классифицированы как «царские».

## Происхождение
Мануил Сеферов родился в Астрахани в армянской семье. Его отцом был торговец по имени Сефер. О матери Мануила сведений нет. В какой-то момент он с отцом переехал в Персию в Кизыл-башех, где Мануил стал обучаться грамоте в течение 3 лет. Во время обучения его  отец умер и торговые люди перевезли Сеферова в Стамбул в 1621 или 1622 году, где он прожил около 5 лет. 

## Биография
Возможно, в османской столице у Мануила родилась идея выдать себя за московского царевича. Чтобы доказать своё «высокое происхождение», Сеферов выколол себе на груди и на руках «царские знаки». За кого конкретно выдавал себя Сеферов, сведений нет. Возможно, что за царевича Ивана Дмитриевича — сына Лжедмитрия II и Марины Мнишек. Так, в 1613—1614 годах Иван вместе с Мариной жил в Астрахани. Местные жители хорошо помнили и говорили о царевиче, когда семья Сеферова жила в Астрахани. 
В 1626 или 1627 году Мануил вместе с торговым людом приехал в Речь Посполитую и оставался там 12 лет. Там он познакомился с коронным гетманом Станиславом Конецпольским, которому Мануил, возможно, открыл своё «царское имя». Так или иначе после этого Сеферов жил и служил при гетмане. При этом Конецпольский называл его Мануилом Дербинским. На одном из гетманских пиров присутствовал король, которому Станислав Конецпольский передал самозванца.
Около 1638—1639 года Сеферов служил королю Владиславу IV на дипломатическом поприще. Так, например, в этот период Мануил вместе с польским послом Шембергом присутствовал при дворе персидского шаха Сефи I. Весной 1640 года, когда Мануил приехал в Самбор за королевским жалованием, он познакомился с другим самозванцем, выдававшим себя за царевича Симеона Шуйского — никогда не существовавшего сына русского царя Василия IV. Лже-Симеон был признан истинным царевичем и содержался в Самборе при дворе коронного подскарбии Яна Даниловича. Самозванцы подружились и общались полгода.
В это же время польскому королю Владиславу IV стало известно о гибели от буйнацких людей посла Шемберга на его обратном пути из Персии. Тогда король послал Мануила к персидскому шаху Сефи I с дипломатической миссией, целью которой было заручиться поддержкой шаха, в частности, вступить в войну с Османской империей если турецкий султан нападёт на территорию Речи Посполитой.
В начале король планировал отправить Сеферова к шаху через территорию Русского царства. Однако осенью 1640 года стало известно о захвате турецкой крепости Азова донскими казаками. Казаки успешно удерживали крепость с 1637 года, отражая все атаки турок-османов. Туда же прибыл персидский посол, и Владислав IV отправил Мануила в Азов.
Прибыв в крепость, Мануил не застал персидского посла. Ему удалось выяснить, что посол на Тереке, и Сеферов отправил ему туда грамоту. Сам Мануил оставался в Азове, представляясь донским казакам армянином, вышедшим из турецкого плена. Сеферов провёл в крепости всю зиму, ведя разгульную жизнь с казаками. Самозванец быстро растратил свои сбережения и влез в долги. Весной 1641 года из-за невозможности вернуть долг, казаки устраивали частые побои Мануилу Сеферову и вскоре, не выдержав мучений, он сообщил о своей дипломатической миссии. В доказательство своих слов, Мануил показал донским казакам грамоты польского короля и коронного гетмана, адресованные персидскому шаху Сефи I. Тем не менее казаки не поверили Сеферову, подозревая его в шпионаже. Атаманы отправили Мануила под караулом в Москву, дав гарантии казакам-кредиторам о возмещении задолженной самозванцем суммы.
12 июня 1641 года, Мануил Сеферов под конвоем прибыл в Москву. Первое время российское правительство также подозревало Сеферова в шпионаже. Но затем власти заподозрили его в самозванстве. 16 июня Мануила перевели к приставу Семёну Волынскому, где 17 июня у Сеферова обнаружили тайное письмо, написанное по-армянски и, в котором был намёк на его высокий статус. Вскоре и при Волынском, самозванец в устной форме стал намекать на своё «царское происхождение». Более того, самозванец пытался привлечь Волынского на свою сторону, обещая тому «добро ученить». Приставы осмотрели тело Мануила и обнаружили у него на груди выколотые слова, на руках выколотый крест. Эти знаки власти причислили к «царским». После этого Волынский ошибочно принял его за лже Симеона Шуйского, который бесследно исчез со двора подскарбия Яна Даниловича в Самборе в 1640-х годах и, с которым был лично знаком Сеферов. 
9 августа при допросе и пытках, Мануил сообщил несколько версий происхождения знаков у себя на груди и на руках. В начале он рассказал, что их нанесла ему его мать из-за большой любви и означали его имя, а крест на руках — приверженность к христианской вере. По другой версии их наколола некая девушка в Стамбуле, которая любила его. Наконец он сообщил сведения, согласно которым сам Мануил нанёс себе данные знаки. 
На последнем допросе 2 сентября, он подтвердил все свои показания о своей биографии, в частности о знакомстве с лже Симеоном Шуйском и обстоятельствах его появления в Азове. После этого Волынский сделал заключение, что «царские знаки» Мануил сделал для «большого воровства», а также не отказался от своей версии, что Сеферов и лже Симеон Шуйский, исчезнувший со двора подскарбия Яна Даниловича, одно и тоже лицо. О дальнейшей судьбе Мануила ничего не известно. Возможно его казнили в конце 1641 — начале 1642 года или отправили на вечную каторгу в Сибирь.

### Источник
- РГАДА. Ф. 210. Оп. 13 (Столбцы Приказного стола). Д. 152. Л. 1–113